# Російська література
Російськомовна література (часто називається Російська література) — література російською мовою.

## Історія

### Давньоруська література
Давньоруська писемність починає бурхливо розвиватися з прийняттям християнства. Книга за тих часів була засобом ознайомлення з вірою та посібником при здісненні церемоній богослужіння.
Прийнявши християнство від Візантії, Русь скорилася її впливу і духовно, що мало наслідком присутність виключно греків в духовенстві й літературі. Спочатку вся література складалася з перекладів з грецької мови (книги Святого Писання, твори святих отців, житія святих, збірки мудрих висловів тощо).
Давньоруська література дала початок також українській літературі.

#### Твори
- Берестяні грамоти
- Боян
- Велике зерцало
- Данило Заточник
  - Моленіє Данила Заточника
- Історія про Казанське царство
- Новгородський кодекс

### Середньовічна література
- Домострій
- Житіє
- Протопоп Авакум
- Подорож за три моря

### XVIII століття
- Антіох Кантемир
- Михайло Ломоносов
- Гаврило Державін
- Денис Фонвізін
- Микола Карамзін
- Олександр Радіщев
- Олександр Аблесімов

### XIX століття: Золота доба російської літератури

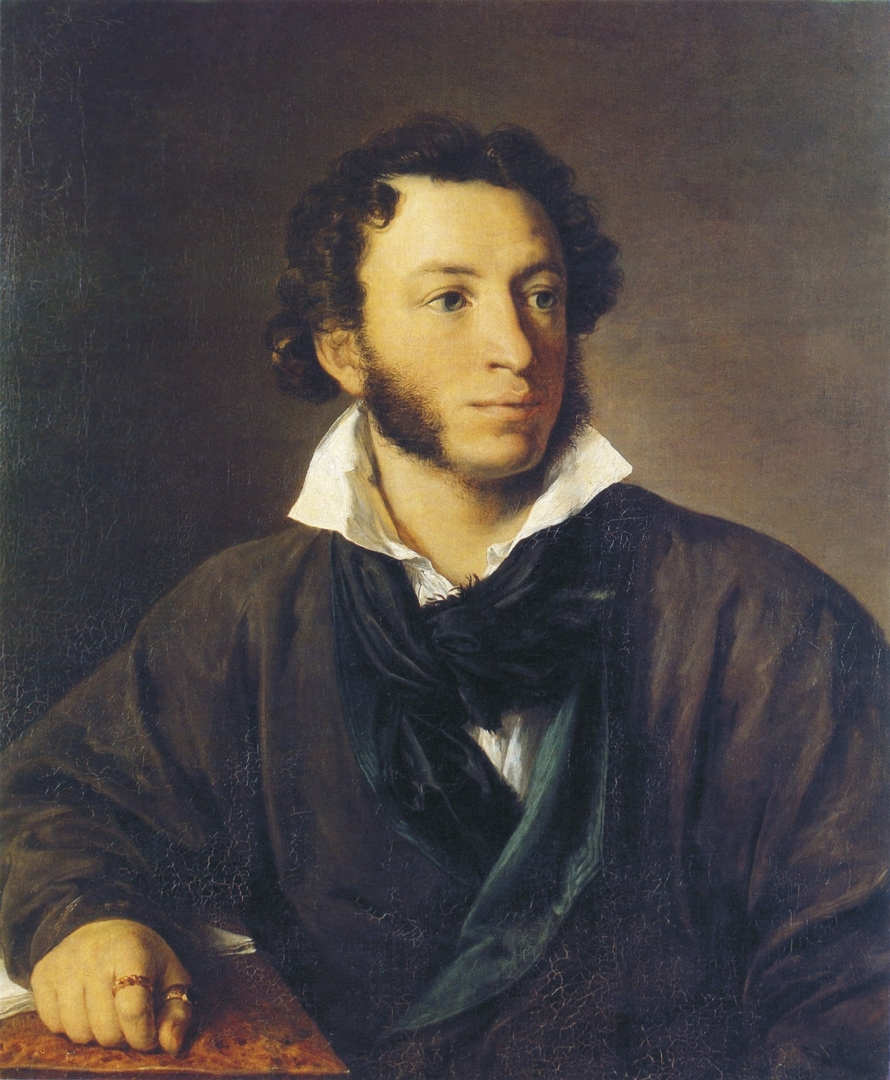
Олександр Пушкін

- Іван Гончаров
- Олександр Грибоєдов
- Федір Достоєвский
- Михайло Лермонтов
- Олександр Пушкін
- Лев Толстой
- Іван Тургенєв
- Федір Тютчев
- Афанасій Фет

### Срібна Доба
- Анна Ахматова
- Олександр Блок
- Валерій Брюсов
- Борис Пастернак
- Северянін Ігор
- Велимір Хлєбніков
- Марина Цвєтаєва

### Проза початку ХХ століття та післяреволюційна еміграція
- Іван Бунін
- Олександр Купрін
- Володимир Набоков

### Радянська епоха

#### Попередники
- Максим Горький

#### 20-ті роки
- Михайло Булгаков
- ВОАПП (Всесоюзне об'єднання Асоціацій пролетарських письменників)
- Сергій Єсенін
- ЛФМ (Лівий фронт мистецтв)
- Володимир Маяковський
- Пролеткульт
- Андрій Платонов
- Євген Замятін
- Осип Мандельштам

#### 30-ті роки
- Спілка письменників СРСР
- Олександр Бєляєв
- Михайло Шолохов

#### 40-ві роки
- Костянтин Симонов

#### 50-ті роки
- Група Черткова
- Олександр Солженіцин

#### 60-ті роки
- Володимир Висоцький
- Іван Єфремов
- Микола Рубцов
- Василь Шукшин

#### 70-ті роки
- Юрій Бондарєв
- Стругацькі Аркадій та Борис
- Юрій Трифонов

Дисидентський рух:
- Юлій Кім
- Олександр Галич

#### 80-ті роки
- Рибаков Анатолій Наумович
- Довлатов Сергій Донатович
- Віктор Астаф'єв

Див. також Російський рок

### Пострадянська епоха
- Віктор Пєлєвін
- Володимир Сорокін

## Дитяча література
У XX сторіччі розквітла російська дитяча література. Одним з перших почав писати вірші так, як вони подобаються дітям, поет Корній Іванович Чуковський. За ним з'явилося багато інших дитячих поетів: Агнія Барто, Григорій Остер, Ірина Токмакова, що була відома також своїми казками, Борис Заходер, також відомий як перекладач, що познайомив російську культуру зі світовою дитячою класикою.
Серед прозаїків варто відзначити Миколу Носова та Віктора Драгунського (обидва складали оповідання, у яких розповідь ведеться від імені безпосереднього та непосидючого хлопчика), Володимира Сутєєва, який складав казки, також був ілюстратором і аніматором, Едуарда Успенського, що створив народного казкового героя Чебурашку.

## Вплив України та українців на російську літературу
Див. також Вплив України та українців на російську літературу від середини XVII до початку XX століття
Українці впродовж ряду століть здійснювали благотворний вплив на розвиток російської культури й, зокрема, літератури. Багатогранне і часто вирішальне значення України й українців, а також білорусів у розвитку культури, літератури, освіти та релігійного життя Росії усвідомлювали російські діячі культури та науки. Видний російський славіст XIX століття Петро Безсонов так писав у 1871 році про різнорідні форми і методи участі білорусів та українців у розвитку російської культури:
|  | Кожний знає, які були вони рясні, щедрі, сильні для Великоросії, а точніше, Москви. Прибульці зайняли тут, перш за все, впливові місця, починаючи від ієрархів консисторій, які вони самі фундували, від вихователів царської родини до настоятелів монастирів, ректорів, префектів і вчителів, знову ж таки ними зафундованих шкіл, до кабінетних вчених, канцеляристів, дяків, секретарів. Майже все було піддане їх реформі і винятково невідпорному впливу: теологічні науки, вивірення святих та літургійних текстів, друкарство, справи схизми, церковна адміністрація, проповіді, хорові й родинні співи, запис нот, убранство домів архієпископів та спосіб їх життя, оснащення екіпажів, вигляд упряжі, службові строї, стан школи, предмети й форми навчання, місткість бібліотек, орфографія, вимова під час усної бесіди та під час читання (церковне м'яке «г» замість твердого), форма ігриськ та видовищ і т. д. |

### XVII—XVIII століття
На думку автора праці «Малороссийское влияние на великорусскую церковную жизнь» К. В. Харламповича:
|  | Діяльність малоросів як параяфіяльних, надвірніх, військових священиків, місіонерів, вчителів катехизму у світських школах, «екзаменаторів», перекладачів, іконописців, граверів. |

У російській літературі й науці XVII століття працювали, зокрема, такі українці:
- автор вперше надрукованого в Україні букваря з словником під назвою «Наука ко читанію і розумінію письма словенскаго…», а також праць «Граматика словенская», «Катехізис» — Лаврентія Зизанія Тустановського;
- автор книг «Зерцало богословії», «Євангеліє учительное (Перло многочинное)» — Кирила Транквіліона Ставровецького, книги які викликали полеміку у Москві.

У XVII столітті українці перекладали українські книги для царя та інших знатних персон в Росії, що сприяло повторному друкуванню книжок, виданих в Україні. Наприклад, «Граматики словенскої» Мелетія Смотрицького, «Катехізису» Петра Могили та ін. Серед щораз більше прибуваючих з України до Москви у XVII столітті вчителів шкіл, варто вказати на перекладача (з латинської на староцерковнослов'янську мову) книжки «Оград царицы или поучение некоего учителя имянем Мефрета, собрано от двести двадцати творцов греческих и латинских» Арсенія Сатановського.
Представник київського наукового середовища, автор фундаментальної праці «Филологический лексикон» i «Лексикон греко-словено-латинский» Єпіфан Славенецький, у 1653 році заснував у Москві першу греко-латинську школу, був її викладачем i ректором, котрому з уваги на досконале знання грецької i латини довірено переклад церковно-слов'янського тексту Біблії.
У XVII столітті після Переяславської угоди Україна виконувала роль поєднувального помосту між східною і західною культурами. Українці, представники київської «вченості», вихованці Києво-Могилянської Академії, а також західних та польських шкіл були посередниками у прищеплюванні на російський ґрунт західноєвропейських ідей та культурних здобутків, котрі в російському середовищі досить легко засвоювалися, бо були українцями певним чином адаптовані, модифіковані, пристосовані до слов'янських умов.
Виразна інтенсифікація українських впливів (а опосередковано також i польських) настає в Росії після залучення Наддніпрянської України разом з Києвом до царської імперії за Андрусівським перемир'ям між Польщею та Росією. Тоді багато вихованців і представників української літератури та суспільної думки, виходячи з розуміння свого вищого освітньо-інтелектуального рівня по відношенню до тогочасного російського духівництва (висміяного у сатирі учня Феофана Прокоповича Антіоха Кантемира), зайняло ряд чільних місць у політичному, церковному та культурному житті Москви, а також інших осередків релігійного та культурно-літературного життя, створюючи підвалини новожитнього російського письменництва.
|  | Діючи як наставники, духівники, письменники та перекладачі, як ієрархи церкви, вони залишалися репрезентантами південно-руської культури з усією її традицією і польсько-латинськими зв'язками, але й одночасно ставали діячами на російській ниві. Особливо заслуговує на увагу літературно-драматургічна творчість таких сформованих у київському культурному колі авторів як Стефан Яворський, Дмитро Туптало, Теофан Прокопович, Лаврентій Горка. В основі своїй це письменники українські, але вони зарахували себе одночасно і до духовної та літературної історії Росії на межі XVII—XVIII століть. |

Особливо велике зацікавлення мали створені київськими письменниками теоретично-літературні праці, підручники поетики i риторики, котрі швидко розповсюджувались серед шкільництва і в пізніших наукових закладах Росії, де вони використовувалися письменниками i вченими-філологами. Це сприяло розповсюдженню серед російського культурно-літературного життя відповідних теоретичних поглядів, системи оцінюваня, стилів, смаків чи звичок, освіти, просвітництва, а насамперед знань з різних царин гуманістики, суспільних і природничих наук.
Значення українців як співтворців новожитньої російської літератури видно особливо виразно при оцінці діяльності вихованців Києво-Могилянської Академії. Для усвідомлення ж ролі України як з'єднуючої ланки Росії з західною цивілізацією, достатньо згадати постать білоруса, вихованця київської Академії, Симеона Полоцького, котрий прищепив на російському ґрунті українську версіфікацію силабістики, створену, між іншим, під впливом польської версіфікації в українському варіанті церковно-слов'янської мови.
Прилучення Лівобережної України з Києвом до царської імперії викликало велику міграцію українців, представників світу літератури, культури і науки до Росії, вплинуло на зростання зацікавленості Україною — її історією, письменництвом, малярством, піснями і музикою з боку пердовсім російських письменників. Зацікавлення Україною, її духовним життям, традиціями і звичками підтримували в освічених колах російського суспільства кобзарі-бандуристи i українська капелла, що виступала при царському дворі. Зацікавлення екзотичними для Росії українськими звичаями та обрядами було підживлене виданням у 1776 році в Петербурзі праці Г. Калиновського «Описание свадебных украинских простонародных обрядов».
Особливий вклад у розвиток російської культури внесли українські письменники, архітектори i художники доби бароко. В ряді сакральних і світських будівель, що зводилися у Росії, застосовувалися взірці і засоби українського барокового мистецтва і архітектури. У їх будівництві брали участь видатні українські митці у цій галузі Федір Старченко та Іван Зарудний. Останній здійснював нагляд над іконографічним мистецтвом в Росії, а також був автором відомого пам'ятника церковної архітектури церкви Архангела Гавриїла (так звана башта Меншикова) у Москві 1705–1707 років, та одночасно був творцем іконостасів у соборі Вознесіння Господня у Талліннi 1717, i у соборі Петра і Павла в Петербурзі 1712–1733 років. Неможливо забути про композиторів: Дилецький, Бортнянський, Березовський, Ведель, також Дехтяревський, Давидов, Рачинські та багато інших.
Відкриття найстаріших літописів Київської i Галицько-Волинської Русі а також перші спроби створення підручників з історії Русі, пов'язані з популяризацією написаного у Києві, імовірно Іннокентієм Гізелем, великого підручника під назвою «Синопсис» 1674 року, котрий багаторазово перевидавався до 1723 i був дуже популярний в Росії — спонукав російських драматургів, зокрема Олександра Сумарокова i Якова Княжнина, до пошуків тематики і сюжетів в історії Київської Русі, яку ідеологи і політики царської імперії трактували як початок історії Росії.

### XIX століття
Найбільше українські впливи відчутні в російській літературі і культурі XIX століття, особливо в період сентименталізму i романтизму.
Серед східнослов'янських мовознавців та літературних критиків першої половини XIX століття ствердилось переконання, що українська література не взмозі вийти поза травесційно-бурлескні канони, тому, що в українській мові крім речей смішних і жартівливих нічого представити. Серед певних кіл російських істориків (М. Погодін та ін.) та політиків була сильною ідея панславізму, яка не тільки пропагувалася, але й активно реалізувалася. Це приводило до того, що частина письменників українського походження писала свої твори або виключно російською мовою, або російською і українською мовами. До цієї когорти належать:
- Микола Гнідич — прихильник неокласицизму, поет і перекладач Ф. Шиллєра, В. Шекспіра, Ф. Вольтера, Гомера (знаменитий перекладач Іліади),
- Василь Капніст — автор відомої суспільно-звичаєвої комедії «Ябеда»),
- Василь Наріжний — вніс великий доробок у розвиток російського роману,
- Микола Гоголь — найвидатніший геніальний представник «української школи» в російському письменництві,
- Володимир Короленко — автор низки російськомовних творів на українську тематику.

Двомовних українсько-російських письменників репрезентують автори наступних творів: видавець україномовного часопису «Український вісник» Григорій Квітка-Основ'яненко, видатний письменник та історик Пантелеймон Куліш, Микола Костомаров, Тарас Шевченко. Ставлення самих українських письменників до своїх україномовних та російськомовних творів видно з їх листів. Наприклад, листи Т. Шевченка до П. Куліша. У листі від 5 грудня 1857 він пише: 
|  | Спасибі тобі, Богу милий друже мій великий, за твої дуже добрі подарунки і особливе спасибі тобі за «Чорну раду». Я вже її двічі прочитав, прочитаю і третій раз, i все-таки не скажу більш нічого, як спасибі. Добре, дуже добре ти зробив, що надрукував «Чорну раду» по-нашому. Я її прочитав і у «Руській бесіді», i там вона добра, але по-нашому лучче. |

Ці уривки з листів Тараса Шевченка дають змогу зрозуміти його ставлення до своїх російськомовних творів. З листа від 30 вересня 1842 до Я.Кухаренка: 
|  | Переписав оце свою «Слепую» та й плачу над нею, який мене чорт спіткав і за який гріх, що я оце сповідаюся кацапам черствим кацапським словом. |

З листа від 20 січня 1858 року до П. Куліша: 
|  | Навчи мене, будь ласкав, що мені робить з російськими повістями? У мене їх десятків до двох набереться. Грубу затопити — шкода: багато праці пропаде. Та й грошей би хотілося, бо тепер вони мені дуже потрібні. Порадь, будь ласкав, що мені робить? |

Тобто самі українці, що писали російською, розуміли меншу вартість своїх творів чужою мовою.
З менш відомих, або забутих сьогодні двомовних українських письменників, що працювали і в російській літературі, належить:
- Микола Сементовський — автор історичних романів: «Кочубей», «Мазепа — Гетьман Малороссии», «Потемкин», історичних праць: «Старина Малороссийская, запорожская и донская», «Киев, его святыни, древности и достопримечательности»,
- О. Кузьмич «Зиновій Богдан Хмельницький»,
- В. Кореневський — «Гетьман Остряница, или эпоха смут и бедствий Малороссии»,
- М. Маркевич — «Украинские мелодии».

Безпосередні попередники «малоросійських» (пізніше — «гоголівських») оповідань і героїв — Орест Сомов («Сказка о кладах», «Русалка»), Антон Погорєльський, О. Чуровський, А. Шаховський, Анатоль Свідницький, В. Сикевич, П. Раєвський. Усталена тими письменниками українська традиція в російській літературі доводиться до найвищих художніх досягнень, найвищого рівня, власне вже в оповіданнях «Вечера на хуторе близ Диканьки», або «Миргород» Миколою Гоголем, продовжувачем справи котрого в 50—60-ті роки XIX століття став О. Стороженко, автор російськомовних творів «Братья-близнецы», «Сотник Петро» та інших.

Важко сказати, якою мірою думка і позиція видавців української літератури (Ізмайлов, Цертелєв, Срезневський, Полевой) з приводу розвитку оригінальної літератури та української мови, впливала на здійснюване царською владою переслідування літературної мови і народної культури українців. Але фактом є те, що прогнози російських письменників відносно перспективи української мови і письменництва збігалися з позицією, яку займала в цьому питанні царська адміністрація. Остання придушувала будь-які прояви так званого сепаратизму, автономізму чи федералістичних концепцій, конспіративного київського Кирило-Мефодіївського братства, члени якого були в 1847 році викриті і покарані. Т. Шевченка було заслано на 10 років на Урал для служби у царських військах, з забороною писати і малювати. Як писав у своєму звіті з слідства шеф жандармів і начальник царської поліції Олександр Орлов: 
|  | Автор «Кобзаря» був людиною небезпечною, погано впливав на оточення, так як не виявляв найпокірніші почуття найяснішій особі царської родини, котра визнала за дійсне викуп його з кріпацького стану, писав вірші ще й українською мовою виключно бунтівничого змісту. В віршах тих або плакав над тим, ніби Україна була поневолена і переживає тяжкі часи, або ж оспівував славу влади гетьмана і славного війська козацького, а також з неймовірним зухвальством виливав свою злість і наклепництво на особи царського дому, забуваючи про те, що то є його особисті доброчинці. А так як заборонене, приваблює людей слабкого характеру, Шевченко отримав серед приятелів славу видатного українського поета, через що його вірші стали подвійно шкідливі і небезпечні. Разом з новими віршами могли засіятися по Україні і слід за тим пустити коріння думки про те, ніби гетьманські часи були щасливі, а також про те, ніби часи ті можна повернути, чи думки про можливість існування України як окремої держави. |

Ставлення царської влади до членів Братства, особливо до Т. Шевченка, було обумовлене послідовно здійснюваною урядом політикою русифікації українського та інших поневолений народів. У царському документі 40-х років XIX століття, відверто говорилося: 
|  | В училищах Царства, так и прибалтийских губерний, стараться вести преподавание на русском языке... Ничто так не соединяет побежденные народы с победителями, как язык. |

Треба визнати, що начальник царської поліції О. Орлов дуже влучно оцінив «шкідливість» творчості українських письменників, а передовсім автора «Кобзаря», вірші якого в рукописних списках кружляли по всій Україні, об'єднуючи весь український народ навколо однієї тези: 
|  | У своїй хаті, своя правда, i сила, i воля. |

Царська влада переконавшись, що українофільство стає живим народним струмом видає сумновідомий (i єдиний у своєму роді за шкалою світових таємниць) Емський указ 1876 року, що забороняв друкування книжок українською мовою, ввіз їх з-за кордону, а також театральні вистави та музичні твори українською. Заборонено було також вживати терміни «Україна» й «українці». Дозволялося тільки «Малоросія» й «малороси». Як з'ясував Богдан Лепкий, безпосереднім приводом до цього указу була спроба видання «Святого письма» в перекладі українською. Як правильно вважала царська влада, це було вкрай небезпечно для імперії, бо вело до мовного, а потім і до політичного відокремлення України від Росії.

### Українська тематика в творах російських письменників
Увагу російських письменників-сентименталістів XIX століття привертала насамперед пишність української природи — доказом того є твори Петра Шалікова під назвами «Наша Украина — другая Италия», «Путешествие в Малороссию», «Второе путешествие в Малороссию». Завдяки захоплюючим описам Дніпра, полтавських краєвидів, а також картинок з життя окремих урядовців, ці книги здобули широку популярність у Західній Європі й були надруковані в перекладах на цілий ряд іноземних мов, в тому числі на польську в 1802 році.
Описам українських краєвидів також присвятив свій твір «Путешествие в полуденную Россию» Володимир Ізмайлов.
Російських сентименталістів XIX століття цікавить багате обрядами і звичаями життя українського народу, привертає увагу прихильність до давніх батьківських традицій, що знайшло вираз у таких творах як: «Отрывки из писем о Малороссии», «Письма из Малороссии» О. І. Льовшина (Див. http://www.ukrcenter.com/library/read.asp?id=4431&page=2), «Отрывки из путевых заметок одного украинца по дороге из Петербурга в Харьков» (1817), «Малороссийская деревня» та «Поездка из Малоросии в Грузию» I. Калужинського, «Путешествие по святым местам русским. Киев» Олександра Муравйова та в інші.
Доба преромантизму в російський літературі була часом інтенсивних записів, опрацювання та видавництва науковцями фольклористичних джерел, а також художньої обробки письменниками усної української літератури, головним чином епіки, разом з козацькими думами i історичними піснями, билинами київського та галицько-волинського циклу, що приводило до висвітлення фактів, мотивів і тематики двох найважливіших епох в історії України: періоду Київської Русі i часів Козаччини. Преромантична зацікавленість славістів і письменників етнографією, фольклористикою та історією України, збагатила бібліографію україністики в кількох важливих позиціях, котрі для представників українського народного відродження давали готовий матеріал до творення літературних творів сучасною українською мовою, натомість російськомовні письменники використовували цей матеріал найчастіше у цілях декоративних, збереження українського колориту у творах на «малоросійську» тематику.
Майже всі тогочасні російські літератори повсякденну мову українців вважали за діалект російської. Так, наприклад, засновник фольклористично-історичних збірників «Запорожская старина» (1833–1838) Срезневський Ізмаїл Іванович приймав українську мову за діалект російської, хоча в певні періоди своєї діяльності і визнавав можливість самостійного розвитку української літератури. Подібні переконання були властиві видавцеві українських козацьких дум Миколі Цертелєву, котрий твердив, що українська усна творчість може бути використана для надання українського колориту російськомовній літературі. Натомість Микола Полевой, аналізуючи твір Кирила Тополі «Чари», позитивно оцінює автора за те, що він дає правдивий опис українського народу. На думку М. Полевого українська література, як і вся культура, затримана у розвитку.
Тематика й здобутки української культури виявляли себе в різноманітних контекстах в літературних і публіцистичних творах першопланових російських письменників, зацікавлених культурою та історією, традиціями українського народу, особливо в періоди преромантизму і романтизму. Починаючи з усної української епіки, пісень чи казок, а також героїчних поем часів Київської Русі, «Владимир Возрожденный» Михайла Хераскова, «Алеша Попович» Миколи Радищева, через сентиментальну повість Костянтина Батюшкова «Предслава и Добрыня», історично-казкові мотиви з епохи Київської держави проникають до твору Василя Жуковського «Двенадцать спящих дев», а також Олександра Пушкіна «Руслан і Людмила».
Особливою популярністю користувалися в Росії твори вже згадуваного О. Сомова, Олександра Вельтмана «Кощей бессмертный, былина старого времени», що містили цікаві пародії, байки й билини, з сміливим використанням численних архаїзмів, а також другий твір цього письменника під назвою «Святославович, вражий питомец диво времен Красного Солнца Владимира».
Серед творів з фабулою чи тематикою запозиченою з літописів доби Київської Русі чи Козаччини належить відзначити:
- Кондратія Рилєєва — «Вещий Олег», «Олег на могиле Игоря», «Святослав», «Мстислав Удалой», «Рогнеда», а також думи — «Гайдамаки», «Богдан Хмельницький», «Наливайко», поему «Войнаровський»,
- Вільгельма Кюхельбекера — поема «Святополк Окаянный»,
- Олександра Марлінського — поема «Андрей, князь Переяславський»,
- Михайла Загоскіна — популярний роман «Аскольдова могила», котрий ніби підсумовував попередні твори присвячені Київській Русі.

Натомість поема О. Пушкіна «Полтава» стоїть в центрі цілого циклу творів російських письменників навіяних українською козаччиною, а точніше — у центрі творів присвячених гетьманові Лівобережної України Іванові Мазепі.
Протягом двох сторіч, від другої половини XVII століття до першої половини XX століття Україна, українська тематика постійно присутня в творах російськомовних письменників. Одночасно тривав процес відродження власне української літератури в нових мовних шатах — завдяки Іванові Котляревському, цілій плеяді українських преромантиків на чолі з Руською трійцею (М. Шашкевич, Я. Головацький, I. Вагилевич та ін.), Тарасом Шевченком, Кирило-Мефодієвським братством, українство стає для поодиноких російських письменників культурним партнером.
Олексій Кольцов (3 жовтня 1809, Вороніж — 29 жовтня 1842, Вороніж) народився та мешкав на українсько-російському етнічному порубіжжі, зазнав великого впливу з боку українського фольклору й навіть замолоду робив спроби віршувати українською.
Окреме місце в історії україно-російських взаємин займає Олександр Герцен, який у листі, датованим 1859 роком, під назвою «Росія і поляки», звертаючись до угоди Б. Хмельницького з царем, нагадує, що Україна в той час не приєдналася до Росії ані добровільно, ані навіть формально. Вона лише уклала союзний договір, який згодом було порушено царатом.
Українська тема присутня також у творах інших відомих російських письменників, серед яких: Толстой Олексій Миколайович, Олександр Купрін, Іван Бунін, Ілля Еренбург.

### Вісаріон Бєлінський і українська мова
Для більшості росіян, що діяли як на ниві літературній, громадській, так і на політичній, Україна й українці стають також політичною проблемою, яка викликає почуття непевності, чи навіть загрози. Засвідчував про те спосіб трактування письменниками, видавцями, критиками самої української мови, а також їхнє ставлення до новоствореної української літератури.
Прикладом може бути реакція дуже впливового і відомого літературного критика Вісаріона Бєлінського на вихід з друку переломного в історії української літератури збірника віршів Тараса Шевченка «Кобзар» в 1840 році, а також виданого Є. Гребінкою українського альманаху «Ластівка». Видання тих двох українських друків схилило В. Бєлінського до публічного виступу щодо перспектив розвитку української літератури. Зовсім не переймаючись вартістю обох книжок, він «поєднав їх в одну критичну статтю», тому що обидві були написані на «малоросийском наречии». В. Бєлінський порушує принципово важливе питання — чи взагалі на світі існує малоросійська мова, чи може існувати малоруська література і чи повинні «наші» літератори писати по малоруськи? У відповіді на таким чином сформульоване питання, він стверджував, що ані література, ані українська мова не мають жодних можливостей самодіяльного розвитку, вказуючи на Гоголя, як на приклад письменника, що «палко закоханий в Україну, але не зважаючи на це, пише російською, а не українською мовою», а тому радив «деяким письменникам малоросійським» припинити писати на незрозумілій для всіх, i не існуючій взагалі, українській мові.

Своє ставлення до цього питання В.Бєлінський викладає ширше у рецензії на «Історію Малороссії» М. Маркевича, де пише буквально таке: 
|  | Малоросія ніколи не була державою, тому і історії, в стислому значенні цього слова, не мала. Історія Малоросії - це побічна річка, що впадає у велику ріку російської історії. Малоросіяни завжди були племенем і ніколи не були народом, а тим більше державою… Плем'я може мати тільки народні пісні, але не може мати поетів, великих поетів мають тільки великі народи… Живим доказом цієї істини є Гоголь, в його творах зустрічаємо багато одвічних українських елементів, яких немає і не може бути в російській прозі, але хто ж називає його українським? |